# Öffentliche Finanzen
Mit Öffentlichen Finanzen werden sämtliche ökonomischen Aktivitäten und Staatsfinanzen eines Staates und seiner staatlichen Untergliederungen bezeichnet, die zu Staatseinnahmen oder Staatsausgaben führen. 
Hiermit wird auch ein Hochschulfach bezeichnet, das einen wesentlichen Bestandteil volkswirtschaftlicher und betriebswirtschaftlicher Studiengänge darstellt.

## Allgemeines
Das Attribut „öffentlich“ weist darauf hin, dass vom Begriff nur diejenigen Finanzaktivitäten erfasst werden, die dem öffentlichen Sektor zugeordnet werden können. Hierzu gehören der Staat mit seinen Staatsfinanzen und seine Untergliederungen bis hin zu den öffentlichen Unternehmen. Bei den juristischen Personen des öffentlichen Rechts – im kameralen System – werden Einnahmen und Ausgaben in einem öffentlichen Haushalt gegenübergestellt. Der öffentliche Haushalt stellt auf allen Staatsebenen das zentrale Element der öffentlichen Finanzen dar. Die oberste Ebene bilden die Staatsfinanzen.
Der Begriff „öffentliche Finanzen“ dient der Abgrenzung zu der Finanzwissenschaft, weil diese sich neben dem öffentlichen Sektor auch mit Unternehmensfinanzierung und der Finanzwirtschaft der Privathaushalte befasst.

## Begriffsumfang
Die öffentliche Finanzwirtschaft umfasst im engen Sinne alle Dispositionen über Geldmittel (also Zahlungsvorgänge), bei denen ein oder beide Partner wegen der Haushaltsführung bei öffentlichen Haushalten zum öffentlichen Sektor gehören.  Im weiteren Sinne bezieht sie deren Verfügungen über sonstige Wirtschaftsgüter (Grundstücke, öffentliche Kapitalbeteiligungen) und über Personal (öffentlicher Dienst) ein (Wirtschaftsführung). Mit solchen Dispositionen erfüllt der Staat seine vielfältigen Versorgungs-, Schutz- oder Entwicklungsaufgaben der Daseinsvorsorge, mit ihrer Beeinflussung verfolgen aber zugleich auch andere nicht staatlichen Akteure ihre partikularen Ziele.
Zum öffentlichen Sektor gehören im föderativen Staat Bund, Länder, Gemeinden und Gemeindeverbände als Gebietskörperschaften. Hinzu kommen kommunale Zweckverbände und öffentliche Unternehmen (kommunale Eigenbetriebe, Regiebetriebe und Sondervermögen, die ohne eigene Rechtspersönlichkeit organisatorisch und haushaltsmäßig verselbständigt sind) sowie landes- und bundesunmittelbare Körperschaften und Anstalten des öffentlichen Rechts. Deshalb gehören auch der öffentlich-rechtliche Rundfunk und Parafisci im weiteren Sinne zu den öffentlichen Finanzen wie auch die Sozialversicherungen als öffentlich-rechtliche Körperschaften, deren Haushaltsvolumen rund 50 % des Haushaltsvolumens aller Gebietskörperschaften ausmacht. Nicht zu den öffentlichen Finanzen zählen öffentliche Unternehmen in privatrechtlicher Rechtsform (etwa die Deutsche Bahn AG) oder öffentlich-rechtliche Kreditinstitute ohne Rücksicht auf deren Rechtsform.

## Staatseinfluss durch öffentliche Finanzen
Handlungsfähigkeit und Einfluss des öffentlichen Sektors werden heute wesentlich bestimmt durch seine Verfügungsgewalt über Geld, denn dieses stellt – neben dem Recht – das wichtigste Steuerungsmedium eines Staates dar. Der Staatshaushalt ist das bedeutendste Instrument zur Durchsetzung politischer Ziele, weil von ihm der größte wirtschaftliche und politische Einfluss auf die eigene Volkswirtschaft ausgeht. Seine Ausgaben bestimmen über das Ausmaß, wie politische Ziele (soziale Sicherheit, innere Sicherheit, Landesverteidigung) finanziell umgesetzt werden sollen. Damit wird auch entschieden, welche hemmenden, neutralen oder fördernden Wirkungen auf Konjunktur und Wirtschaftswachstum vom Haushalt ausgehen. Das gilt insbesondere bei einer Haushaltskonsolidierung. Als „Steuerstaat“ absorbiert er, meist mit Hilfe seiner staatlichen Hoheitsgewalt, einen großen Teil der volkswirtschaftlichen Kaufkraft ohne direkte Gegenleistung und verwendet diesen für die Produktion von Gütern und Dienstleistungen („Daseinsfürsorge“) sowie für Transferzahlungen an Unternehmen und private Haushalte. Auch diese Umverteilungsprozesse sind ein integraler Bestandteil der öffentlichen Finanzwirtschaft. Das gilt zudem für den Finanzausgleich als System der Umverteilung innerhalb staatlicher Untergliederungen.
Die mehrheitliche oder vollständige Beteiligung des Staates und seiner Untergliederungen an privatrechtlich organisierten öffentlichen Unternehmen sichert ihm dort den öffentlichen Einfluss durch Kapital- und Stimmenmehrheit. Diese öffentliche Beteiligung wird durch Bundes- und Landesgesetze ausdrücklich bejaht; sie muss allerdings der Erfüllung eines öffentlichen Zwecks dienen (§ 63 BHO). Der öffentliche Einfluss sichert die Kontrolle über die wirtschaftlichen Entscheidungen dieser Unternehmen, wodurch sie zu den öffentlichen Finanzen im weiteren Sinne gerechnet werden können. Die öffentlichen Finanzen bilden somit insgesamt einen wesentlichen Einflussfaktor in der Volkswirtschaft.

## Staatsquote
Wie hoch der Umfang der öffentlichen Finanzen an der gesamten Wirtschaftskraft eines Staates ist, wird durch die Staatsquote ausgedrückt. Dabei werden statistisch die aggregierten Gesamtausgaben aller Staatsgliederungen ins Verhältnis zum Bruttoinlandsprodukt (BIP) gesetzt. Danach ist die Staatsquote unter den europäischen Staaten in der Schweiz mit 34,6 % am niedrigsten und in Dänemark mit 58,3 % am höchsten. Deutschland nimmt mit 47,6 % einen mittleren Platz ein (2009). Die Liste der Länder nach Staatsschuldenquote gibt Aufschluss über die Staatsverschuldung als Teil der öffentlichen Finanzen im Verhältnis zum BIP.
Der Gesamtumfang der Staatsquote und die Einnahmen- und Ausgabenstruktur sind für die Wohlfahrtsposition der Bürger und für die internationale Wettbewerbsposition der Unternehmen von Bedeutung. Eine niedrige Staatsquote zeugt von geringem staatlichen finanziellen Einfluss auf eine Volkswirtschaft und umgekehrt. Eine Staatsquote von 0 % macht ein finanzielles Eingreifen des Staates bei Marktversagen und damit staatliche Rettungsaktionen bei Unternehmenskrisen unwahrscheinlich; eine Quote von 100 % kommt einer Despotie gleich. Die große Bedeutung der öffentlichen Finanzen in Deutschland als Grundlage für wirtschafts-, finanz- und geldpolitische Entscheidungen wird durch den hohen Anteil der öffentlichen Ausgaben am BIP (47,6 %) ersichtlich. Damit reflektiert die Staatsquote den Einfluss der öffentlichen Finanzen auf die gesamte Volkswirtschaft.

## Finanzstatistik
Öffentliche Finanzen spielen für statistische Zwecke eine wesentliche Rolle. Durch Zusammenfassung und Gegenüberstellung bestimmter Aggregate kann der Begriff öffentliche Finanzen näher quantifiziert werden.
Das Statistische Bundesamt aggregiert auf der Grundlage des Finanz- und Personalstatistikgesetzes vom 21. Dezember 1992 auch die Bundesbank, staatliche und kommunale Fonds und Unternehmen in öffentlicher und privater Rechtsform (mit mehr als 50%iger öffentlicher Beteiligung) bei der Erhebung der öffentlichen Finanzen. Es wird erläutert, dass öffentliche Fonds, Einrichtungen und Unternehmen durch die Auslagerung von Aufgaben aus den Kernhaushalten der Gebietskörperschaften (Bund, Länder, Gemeinden/Gemeindeverbände) durch Neugründungen oder durch Beteiligungserwerb entstehen.
Die Deutsche Bundesbank fasst unter dem Begriff öffentliche Finanzen in ihren Statistiken den staatlichen Gesamthaushalt, die Länderhaushalte, die Haushalte der Gebietskörperschaften und die Sozialversicherungen zusammen. Sie untersucht die Einnahmen-, Ausgaben- und Defizitquoten der öffentlichen Haushalte (in % des BIP) und die diesen zugrunde liegenden Aggregate (Steuereinnahmen und Ausgabenstrukturen auf allen Ebenen). Die Bundesbank geht damit vom engeren Begriff aus, der sich nicht auf öffentliche Unternehmen erstreckt.

## Schweiz und Österreich
Auch in der Schweiz werden die öffentlichen Finanzen statistisch in Staat, Bund, Kantone, Gemeinden und Sozialversicherungen untergliedert und nach Einnahmen, Ausgaben, Finanzierungsergebnis und Schuldenquote (Maastricht-Definition) gegliedert.
In Österreich erstrecken sich öffentliche Finanzen auf die Gebarungsstatistik und Teile der volkswirtschaftlichen Gesamtrechnung. In der Gebarungsstatistik werden Einnahmen, Ausgaben, Personalstände und Bilanzdaten der Gebietskörperschaften (Bund, Länder, Gemeinden und Gemeindeverbände), Sozialversicherungsträger und zahlreicher außerbudgetärer Einheiten aufbereitet. Gebarung ist in Österreich der Begriff für die Veranschlagung oder Aufstellung eines Haushaltsplans.